# Torsby
Torsby – miejscowość w środkowej Szwecji, w gminie Torsby, położone nad północnym krańcem jeziora Fryken. W 2017 roku miasto liczyło 4477 mieszkańców. 
Popularne sporty zimowe, wędkarstwo i turystyka. 

## Transport
Na północy miasta znajduje się port lotniczy Torsby. Przez miejscowość przebiega także niezelektryfikowana linia kolejowa Fryksdalsbanan, łącząca Torsby z Kil.
W Torsby krzyżują się europejskie drogi E16 i E45. 

## Galeria

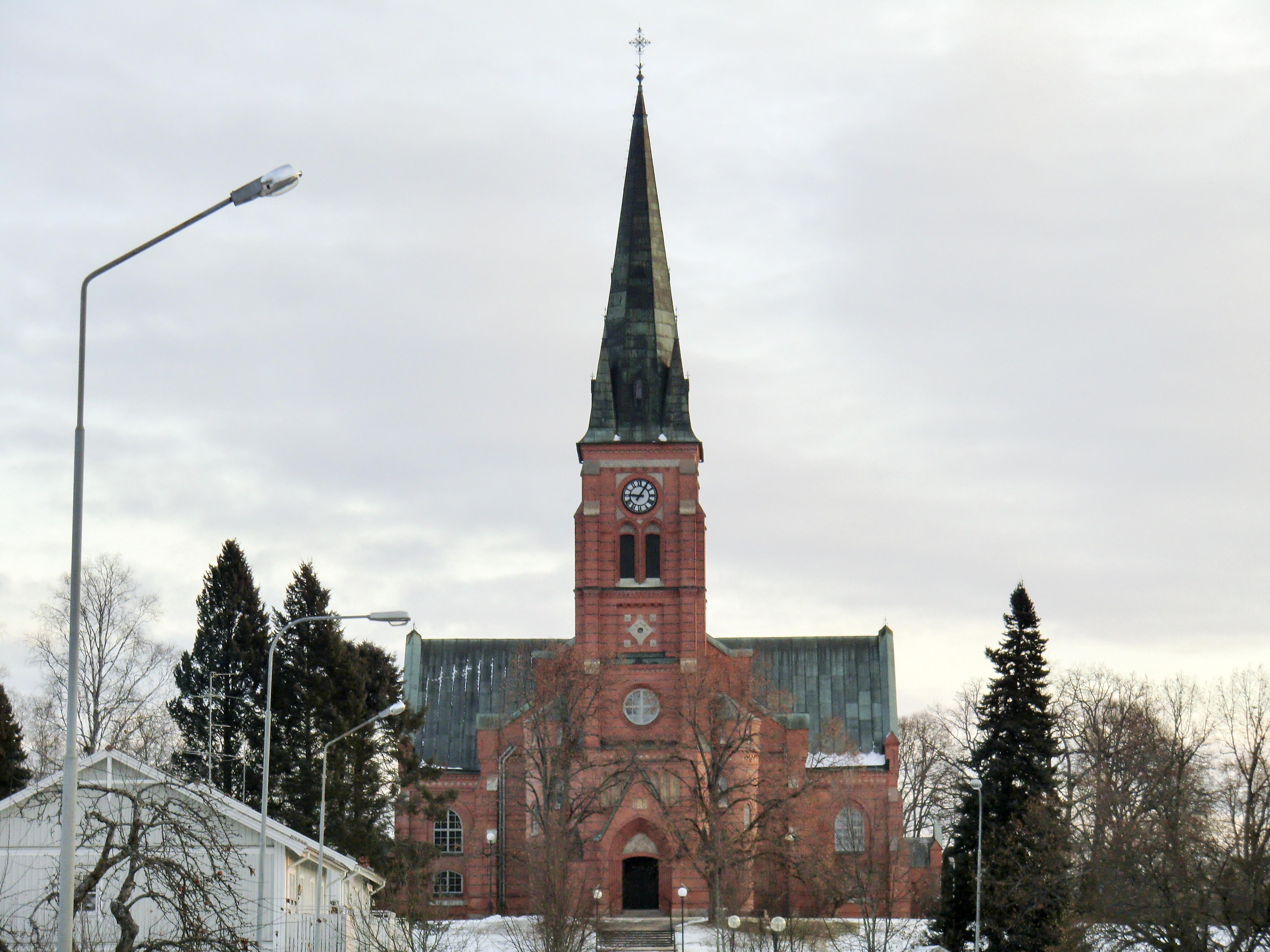
Kościół luterański w Torsby, zbudowany w 1898.
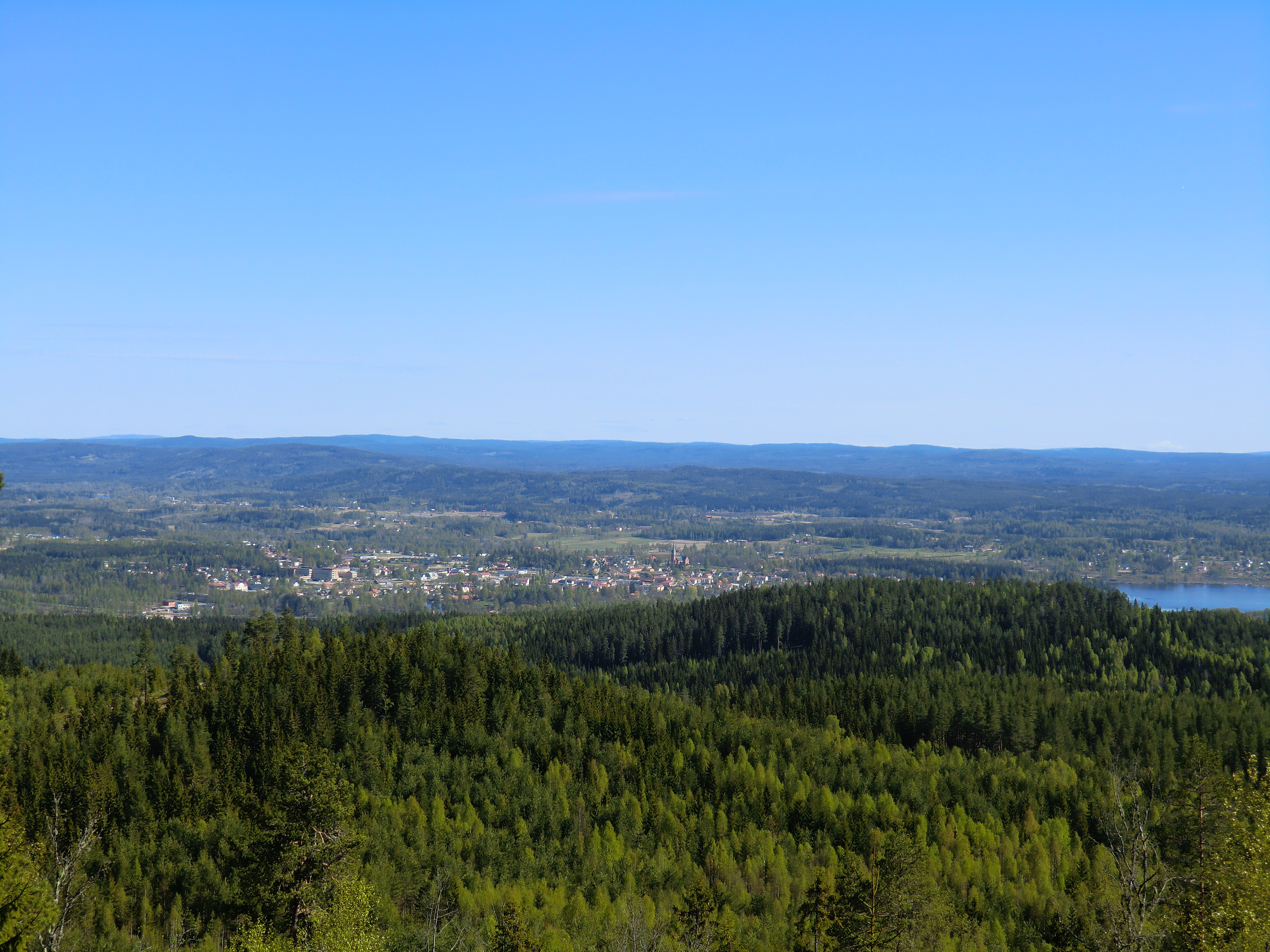
Widok na Torsby ze wzgórza Gräsberget.
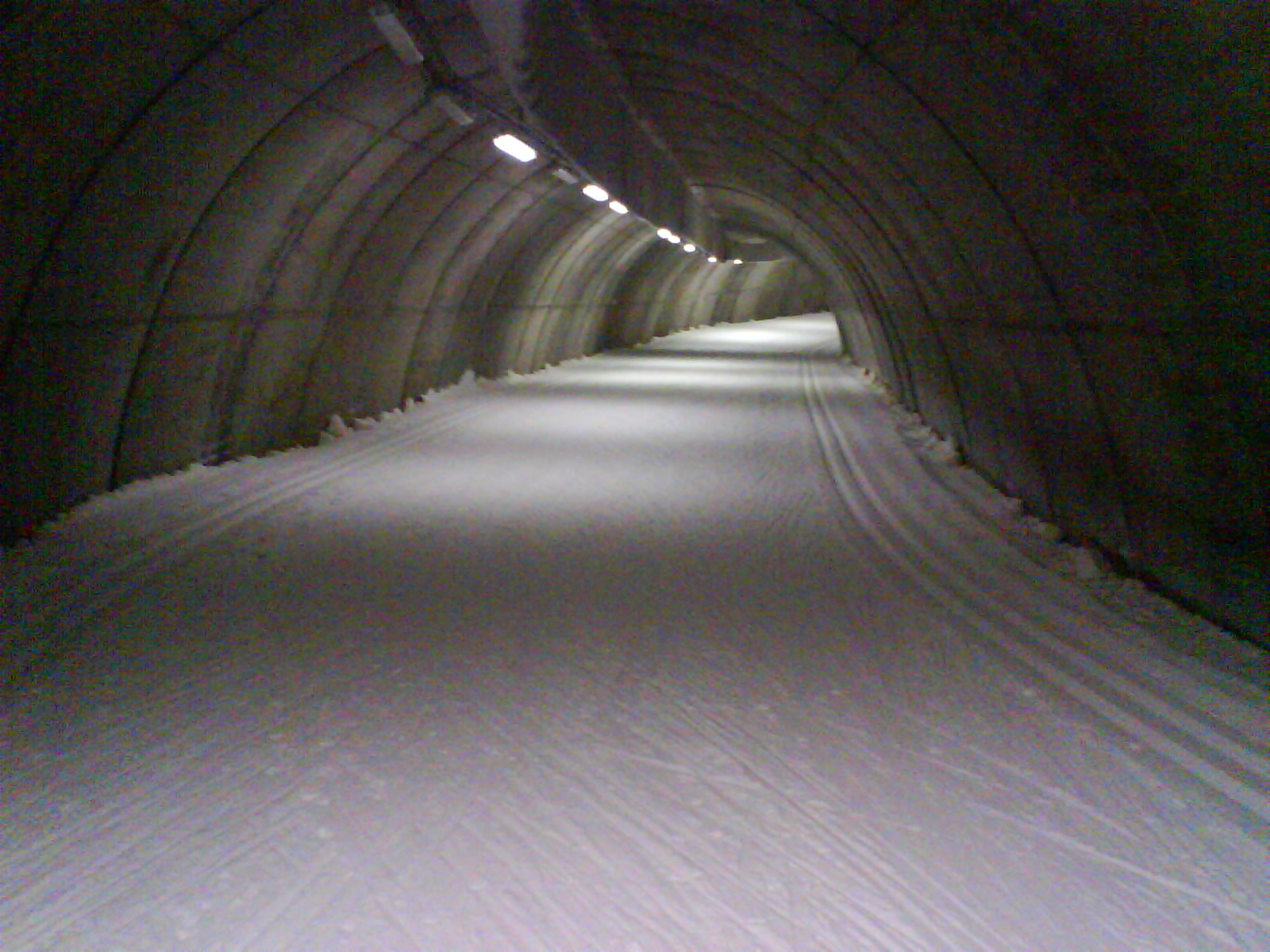
Tunel narciarski, otwarty w 2006.
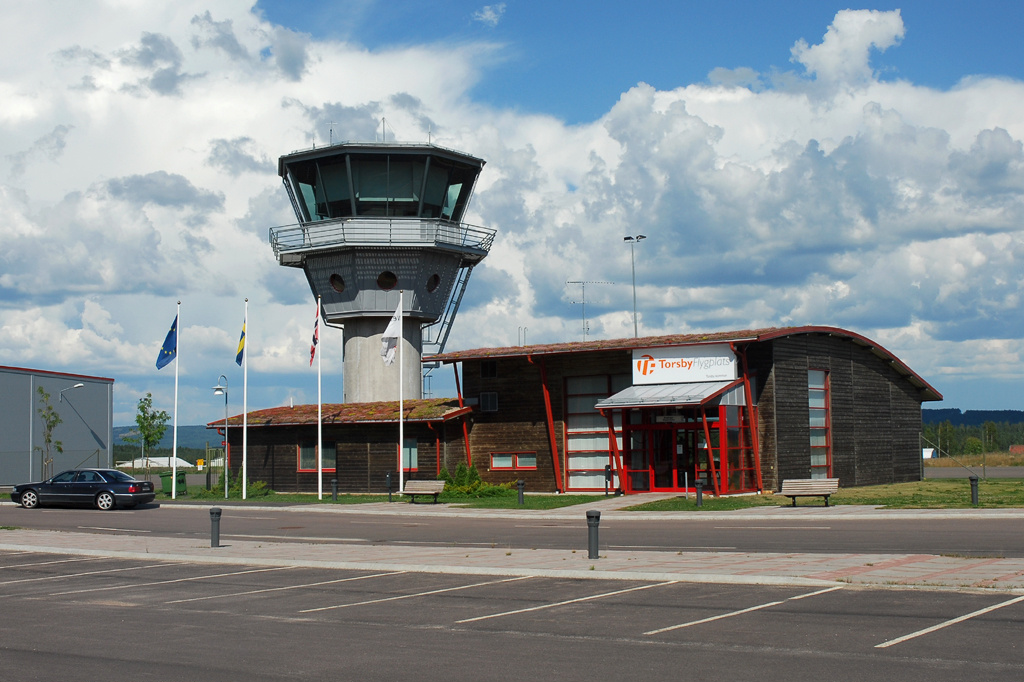
Port lotniczy.

## Znane osoby
- Sanny Åslund, piłkarz i trener
- Marcus Berg, piłkarz
- Emma Dahlström, narciarka akrobatyczna
- Sven-Göran Eriksson, piłkarz i trener
- Patrik Bodén, oszczepnik
- Mikael Löfgren, biathlonista